# 성수산
성수산(聖壽山)은 전북특별자치도 진안군에 자리하고 있는 높이 1,059m의 산이다.
홍두깨재에서 시루봉 옆을 지나 내려가면 산속의 큰 채소 밭을 만나고 신광재를 지나 여름철에 하얗게 꽃이 피는 넓은 개망초 밭을 지나 조금 진행하면 정상이 나타나는데 개망초 밭의 털중나리 꽃이 인상적인 이곳은 평범한 산처럼 보인다. 정상에 서면 조망은 좋은 편은 아니나 여름철에 그늘이 있어 쉬어가기 좋은 곳이다. 정상은 금남호남정맥 길이 지나는데 더 계속가면 진안마이산이 나타난다. 산 아래 마을은 비시랭이마을이며 그 아래에 노촌호가 자리한다.

## 같이 보기
- 한국의 산